# Stazione di Shizukuishi
La Stazione di Shizukuishi (雫石駅?, Shizukuishi-eki) è una stazione ferroviaria di Shizukuishi, nella prefettura di Iwate nella regione del Tōhoku.

## Linee
- East Japan Railway Company
  - ■ Akita Shinkansen
  - ■ Linea Tazawako